# 며느리들
《며느리들》는 MBC에서 1999년 9월 25일 추석 특집 드라마로 방영되었으며, 이어 2001년 1월 25일 설날 특집 드라마로 방영된 연작 드라마이다. 1999년에는 부모의 땅이 그린벨트가 해제되자 명절을 맞아 고향에 내려온 자식들 간의 갈등을 다뤘다면, 2001년에서는 부모님을 누가 모시냐의 문제로 갈등을 빚는 이야기가 전개되었다.

## 등장 인물

### 주요 인물
- 박순천 : 맏며느리 역
- 이계인 : 맏아들 역
- 홍진희 : 둘째 며느리 역
- 이영범 : 둘째 아들 역
- 노현희 : 셋째 며느리 역
- 김세준 : 셋째 아들 역
- 김을동 : 어머니 역
- 정진 : 아버지 역
- 정혜영 (1999년) / 김가연 (2001년) : 막내 며느리 역
- 최재원 (1999년) / 최준용 (2001년) : 막내 아들 역
- 김윤경 : 막내 딸 역
- 김진 : 막내 딸의 남자친구 역

### 그 외 인물
- 이원종
- 왕기문
- 장수진
- 김지민
- 강민아